# Бурмистровский сельсовет
Бурмистровский сельсовет — сельское поселение в Искитимском районе Новосибирской области Российской Федерации.
Административный центр — деревня Бурмистрово.

## История
Статус и границы сельского поселения установлены Законом Новосибирской области от 2 июня 2004 года № 200-ОЗ «О статусе и границах муниципальных образований Новосибирской области»

## Население
| 2002  | 2010  | 2012  | 2013  | 2014  | 2015  | 2016  |
| ----- | ----- | ----- | ----- | ----- | ----- | ----- |
| 1647  | ↘1416 | ↗1456 | ↗1481 | ↗1485 | ↗1511 | ↘1499 |
| 2017  | 2018  | 2019  | 2020  | 2021  |       |       |
| ↘1461 | ↘1443 | ↘1423 | ↘1404 | ↘1386 |       |       |

## Состав сельского поселения
| № | Населённый пункт | Тип населённого пункта          | Население |
| - | ---------------- | ------------------------------- | --------- |
| 1 | Бурмистрово      | деревня, административный центр | ↘1386     |